# Pietro Pericoli
Pietro Pericoli (Roma, 7 novembre 1823 – Castel Gandolfo, gennaio 1886) è stato un banchiere e politico italiano.

## Biografia
Avvocato proveniente da una famiglia marchigiana, fu descritto nel 1850 da Luigi Carlo Farini come "dotto e civile giovane, di temperate opinioni liberali".
Nominato nel 1847 direttore dell'antico Banco di Santo Spirito, all'indomani dell'Unità d'Italia, nel dicembre 1870, divenne Deputato del Regno d'Italia della XI Legislatura.
Dal 1871 Pericoli diresse l'Ospedale di Santa Maria della Consolazione, su cui in seguito pubblicò un saggio storico.
Dal 1877 a 1882 fu Consigliere del Comune di Roma.
Nel 1878 propose, per la prima volta in Italia, una legge parlamentare a tutela dei lavoratori delle industrie più pericolose, sulla base del dibattito nel Regno Unito: nonostante l'attenzione di Depretis a questa proposta, essa non ebbe seguito.
Accusato di avere scontato un milione di cambiali alla Banca Romana, fu arrestato e vincolato al domicilio presso Castel Gandolfo, dove morì all'inizio di gennaio 1886, mentre era ancora in attesa di giudizio.

## Opere
- Pietro Pericoli, La finanza italiana e i provvedimenti Sella 1871-72, Roma, Stabilimento Tipografico Rechiedei, 1872.
- Pietro Pericoli, Discorso pronunziato dal deputato Pericoli alla Camera dei deputati nella seduta del 6 febbraio 1874, Tipografia eredi Botta, 1874.
- Pietro Pericoli, Discorso su Pellegrino Rossi pronunciato a Carrara li 3 settembre 1876 da Pietro Pericoli, tipi di Ludovico Cecchini, 1876.
- Pietro Pericoli, Studj statistici sull'istruzione elementare popolare nelle comuni del collegio politico di Tivoli, tipi di Lodovico Cecchini, 1874.
- Pietro Pericoli, Il credito fondiario presso il Banco di Santo Spirito, Roma, Tip. Romana di c. Bartoli, 1874.
- Pietro Pericoli, L'Ospedale di S. Maria della consolazione di Roma: dalle sue origini ai giorni nostri, Roma, Galeati, 1879.